# Нані (футболіст)
Луїш Карлуш Алмейда да Кунья (порт. Luís Carlos Almeida da Cunha, нар. 17 листопада 1986), відомий за прізвиськом Нані (порт. Nani) — португальський футболіст, фланговий півзахисник «Венеції».
П'ятиразовий володар Суперкубка Англії з футболу. Чотириразовий чемпіон Англії. Дворазовий володар Кубка англійської ліги. Переможець Ліги чемпіонів УЄФА. У складі збірної — чемпіон Європи.

## Клубна кар'єра
Народився 17 листопада 1986 року в місті Амадора. Вихованець юнацьких команд футбольних клубів «Реал» (Келуш) і «Спортінг».
У дорослому футболі дебютував 2005 року виступами за команду клубу «Спортінг», в якій провів два сезони, взявши участь у 58 матчах чемпіонату. Більшість часу, проведеного у складі «Спортінга», був основним гравцем команди.
Своєю грою за цю команду привернув увагу представників тренерського штабу клубу «Манчестер Юнайтед», до складу якого приєднався 2007 року. Відіграв за команду з Манчестера наступні сім сезонів своєї ігрової кар'єри. Граючи у складі «Манчестер Юнайтед» також здебільшого виходив на поле в основному складі команди. За цей час двічі виборював титул володаря Суперкубка Англії з футболу, ставав чемпіоном Англії (також двічі), володарем Кубка англійської ліги (двічі), переможцем Ліги чемпіонів УЄФА.
Згодом з 2014 по 2017 рік грав у складі команд клубів «Спортінг», «Фенербахче» та «Валенсія».
До складу італійського «Лаціо» приєднався на умовах оренди 31 серпня 2017 року. Протягом наступного сезону провів у складі римського клубу 18 ігор у Серії A.
Влітку 2018 року 31-річний гравець повернувся до рідного лісабонського «Спортінга», з яким на правах вільного агента уклав дворічний контракт з опцією подовження на рік.
Взимку 2019 став гравцем клубу «Орландо Сіті».

## Виступи за збірні
Протягом 2006—2007 років залучався до складу молодіжної збірної Португалії. На молодіжному рівні зіграв в 11 офіційних матчах, забив 1 гол.
2006 року дебютував в офіційних матчах у складі національної збірної Португалії.
У складі збірної був учасником чемпіонату Європи 2008 року в Австрії та Швейцарії, чемпіонату Європи 2012 року в Україні і Польщі, чемпіонату світу 2014 року в Бразилії.
2016 року брав участь в усіх 7 іграх португальської збірної на чемпіонаті Європи 2016 року у Франції, де португальці здобули перший у своїй історії титул континентальних чемпіонів. Під час цієї переможної європейської кампанії забив три голи — по голу в іграх групового етапу проти ісландців та угорців (в обох випадках голи Нані дозволили здобути нічиї), а також у півфіналі проти збірної Уельсу.
| Дата       | Місто           | Господарі            | Результат               | Гості                | Турнір                | Голи | Примітки   |
| ---------- | --------------- | -------------------- | ----------------------- | -------------------- | --------------------- | ---- | ---------- |
| 1-9-2006   | Брондбю         | Данія                | 4 – 2                   | Португалія           | товариський матч      | 1    | 66'        |
| 6-9-2006   | Гельсінкі       | Фінляндія            | 1 – 1                   | Португалія           | Відбір до ЧЄ 2008     | -    | 56'        |
| 7-10-2006  | Порту           | Португалія           | 3 – 0                   | Азербайджан          | Відбір до ЧЄ 2008     | -    | 73'        |
| 11-10-2006 | Хожув           | Польща               | 2 – 1                   | Португалія           | Відбір до ЧЄ 2008     | -    | 68'        |
| 24-3-2007  | Лісабон         | Португалія           | 4 – 0                   | Бельгія              | Відбір до ЧЄ 2008     | -    | 70' 80'    |
| 2-6-2007   | Брюссель        | Бельгія              | 1 – 2                   | Португалія           | Відбір до ЧЄ 2008     | 1    | 86'        |
| 5-6-2007   | Ель-Кувейт      | Кувейт               | 1 – 1                   | Португалія           | товариський матч      | -    | 46'        |
| 13-10-2007 | Баку            | Азербайджан          | 0 – 2                   | Португалія           | Відбір до ЧЄ 2008     | -    | 70'        |
| 17-10-2007 | Алмати          | Казахстан            | 1 – 2                   | Португалія           | Відбір до ЧЄ 2008     | -    | 59'        |
| 17-11-2007 | Лейрія          | Португалія           | 1 – 0                   | Вірменія             | Відбір до ЧЄ 2008     | -    | 77'        |
| 21-11-2007 | Порту           | Португалія           | 0 – 0                   | Фінляндія            | Відбір до ЧЄ 2008     | -    | 84'        |
| 6-2-2008   | Цюрих           | Італія               | 3 – 1                   | Португалія           | товариський матч      | -    | 46'        |
| 31-5-2008  | Візеу           | Португалія           | 2 – 0                   | Грузія               | товариський матч      | -    | 46'        |
| 7-6-2008   | Женева          | Португалія           | 2 – 0                   | Туреччина            | ЧЄ 2008 - 1-й етап    | -    | 69'        |
| 15-6-2008  | Базель          | Швейцарія            | 2 – 0                   | Португалія           | ЧЄ 2008 - 1-й етап    | -    |            |
| 19-6-2008  | Базель          | Португалія           | 2 – 3                   | Німеччина            | ЧЄ 2008 - чвертьфінал | -    | 67'        |
| 20-8-2008  | Лейрія          | Португалія           | 5 – 0                   | Фарерські острови    | товариський матч      | 1    |            |
| 6-9-2008   | Та-Калі         | Мальта               | 0 – 4                   | Португалія           | Відбір до ЧС 2010     | 1    |            |
| 10-9-2008  | Лісабон         | Португалія           | 2 – 3                   | Данія                | Відбір до ЧС 2010     | 1    | 56' 87'    |
| 11-10-2008 | Стокгольм       | Швеція               | 0 – 0                   | Португалія           | Відбір до ЧС 2010     | -    | 86'        |
| 15-10-2008 | Брага           | Португалія           | 0 – 0                   | Албанія              | Відбір до ЧС 2010     | -    | 55'        |
| 19-11-2008 | Гама            | Бразилія             | 6 – 2                   | Португалія           | товариський матч      | -    | 46'        |
| 11-2-2009  | Фару            | Португалія           | 1 – 0                   | Фінляндія            | товариський матч      | -    | 76'        |
| 31-3-2009  | Лозанна         | Португалія           | 2 – 0                   | ПАР                  | товариський матч      | -    | 57'        |
| 6-6-2009   | Тирана          | Албанія              | 1 – 2                   | Португалія           | Відбір до ЧС 2010     | -    | 75'        |
| 10-6-2009  | Таллінн         | Естонія              | 0 – 0                   | Португалія           | товариський матч      | -    |            |
| 12-8-2009  | Вадуц           | Ліхтенштейн          | 0 – 3                   | Португалія           | товариський матч      | -    | 73'        |
| 5-9-2009   | Копенгаген      | Данія                | 1 – 1                   | Португалія           | Відбір до ЧС 2010     | -    | 70'        |
| 9-9-2009   | Будапешт        | Угорщина             | 0 – 1                   | Португалія           | Відбір до ЧС 2010     | -    | 82'        |
| 10-10-2009 | Лісабон         | Португалія           | 3 – 0                   | Угорщина             | Відбір до ЧС 2010     | -    | 27'        |
| 14-10-2009 | Гімарайнш       | Португалія           | 4 – 0                   | Мальта               | Відбір до ЧС 2010     | 1    | 73'        |
| 14-11-2009 | Лісабон         | Португалія           | 1 – 0                   | Боснія і Герцеговина | Відбір до ЧС 2010     | -    | 69'        |
| 18-11-2009 | Зениця          | Боснія і Герцеговина | 0 – 1                   | Португалія           | Відбір до ЧС 2010     | -    | 73'        |
| 3-3-2010   | Коїмбра         | Португалія           | 2 – 0                   | КНР                  | товариський матч      | -    | 63'        |
| 24-5-2010  | Ковілян         | Португалія           | 0 – 0                   | Кабо-Верде           | товариський матч      | -    | 50'        |
| 1-6-2010   | Ковілян         | Португалія           | 3 – 1                   | Камерун              | товариський матч      | 1    | 46'        |
| 3-9-2010   | Гімарайнш       | Португалія           | 4 – 4                   | Кіпр                 | Відбір до ЧЄ 2012     | -    |            |
| 7-9-2010   | Осло            | Норвегія             | 1 – 0                   | Португалія           | Відбір до ЧЄ 2012     | -    |            |
| 8-10-2010  | Порту           | Португалія           | 3 – 1                   | Данія                | Відбір до ЧЄ 2012     | 2    |            |
| 12-10-2010 | Рейк'явік       | Ісландія             | 1 – 3                   | Португалія           | Відбір до ЧЄ 2012     | -    | 87'        |
| 17-11-2010 | Лісабон         | Португалія           | 4 – 0                   | Іспанія              | товариський матч      | -    | 88'        |
| 9-2-2011   | Женева          | Аргентина            | 2 – 1                   | Португалія           | товариський матч      | -    | 60'        |
| 26-3-2011  | Лейрія          | Португалія           | 1 – 1                   | Чилі                 | товариський матч      | -    | 85'        |
| 29-3-2011  | Авейру          | Португалія           | 2 – 0                   | Фінляндія            | товариський матч      | -    | 69'        |
| 4-6-2011   | Лісабон         | Португалія           | 1 – 0                   | Норвегія             | Відбір до ЧЄ 2012     | -    | 86'        |
| 10-8-2011  | Фару            | Португалія           | 5 – 0                   | Люксембург           | товариський матч      | -    | 46'        |
| 2-9-2011   | Нікосія         | Кіпр                 | 0 – 4                   | Португалія           | Відбір до ЧЄ 2012     | -    | 86'        |
| 7-10-2011  | Порту           | Португалія           | 5 – 3                   | Ісландія             | Відбір до ЧЄ 2012     | 2    |            |
| 11-10-2011 | Копенгаген      | Данія                | 2 – 1                   | Португалія           | Відбір до ЧЄ 2012     | -    |            |
| 11-11-2011 | Зениця          | Боснія і Герцеговина | 0 – 0                   | Португалія           | Відбір до ЧЄ 2012     | -    |            |
| 15-11-2011 | Лісабон         | Португалія           | 6 – 2                   | Боснія і Герцеговина | Відбір до ЧЄ 2012     | 1    | 82'        |
| 29-2-2012  | Варшава         | Польща               | 0 – 0                   | Португалія           | товариський матч      | -    | 82'        |
| 26-5-2012  | Лейрія          | Португалія           | 0 – 0                   | Північна Македонія   | товариський матч      | -    | 64'        |
| 2-6-2012   | Лісабон         | Португалія           | 1 – 3                   | Туреччина            | товариський матч      | 1    |            |
| 9-6-2012   | Львів           | Німеччина            | 1 – 0                   | Португалія           | ЧЄ 2012 - 1-й етап    | -    |            |
| 13-6-2012  | Львів           | Данія                | 2 – 3                   | Португалія           | ЧЄ 2012 - 1-й етап    | -    | 89'        |
| 17-6-2012  | Харків          | Португалія           | 2 – 1                   | Нідерланди           | ЧЄ 2012 - 1-й етап    | -    | 87'        |
| 21-6-2012  | Варшава         | Чехія                | 0 – 1                   | Португалія           | ЧЄ 2012 - чвертьфінал | -    | 26' 84'    |
| 27-6-2012  | Донецьк         | Португалія           | 0 – 0 д.ч. (2 – 4 п.п.) | Іспанія              | ЧЄ 2012 - півфінал    | -    |            |
| 15-8-2012  | Фару            | Португалія           | 2 – 0                   | Панама               | товариський матч      | -    |            |
| 7-9-2012   | Люксембург      | Люксембург           | 1 – 2                   | Португалія           | Відбір до ЧС 2014     | -    | 81'        |
| 11-9-2012  | Брага           | Португалія           | 3 – 0                   | Азербайджан          | Відбір до ЧС 2014     | -    | 76'        |
| 12-10-2012 | Москва          | Росія                | 1 – 0                   | Португалія           | Відбір до ЧС 2014     | -    |            |
| 16-10-2012 | Порту           | Португалія           | 1 – 1                   | Північна Ірландія    | Відбір до ЧС 2014     | -    |            |
| 6-2-2013   | Гімарайнш       | Португалія           | 2 – 3                   | Еквадор              | товариський матч      | -    | 73'        |
| 7-6-2013   | Лісабон         | Португалія           | 1 – 0                   | Росія                | Відбір до ЧС 2014     | -    | 66'        |
| 6-9-2013   | Белфаст         | Північна Ірландія    | 2 – 4                   | Португалія           | Відбір до ЧС 2014     | -    | 55'        |
| 10-9-2013  | Фоксборо        | Бразилія             | 3 – 1                   | Португалія           | товариський матч      | -    |            |
| 11-10-2013 | Лісабон         | Португалія           | 1 – 1                   | Ізраїль              | Відбір до ЧС 2014     | -    |            |
| 15-10-2013 | Коїмбра         | Португалія           | 3 – 0                   | Люксембург           | Відбір до ЧС 2014     | 1    | кап.       |
| 15-11-2013 | Лісабон         | Португалія           | 1 – 0                   | Швеція               | Відбір до ЧС 2014     | -    |            |
| 19-11-2013 | Стокгольм       | Швеція               | 2 – 3                   | Португалія           | Відбір до ЧС 2014     | -    | 60'        |
| 31-5-2014  | Оейраш          | Португалія           | 0 – 0                   | Греція               | товариський матч      | -    | 83'        |
| 6-6-2014   | Фоксборо        | Мексика              | 0 – 1                   | Португалія           | товариський матч      | -    |            |
| 10-6-2014  | Іст-Ратерфорд   | Ірландія             | 1 – 5                   | Португалія           | товариський матч      | -    | 65'        |
| 16-6-2014  | Салвадор        | Німеччина            | 4 – 0                   | Португалія           | ЧС 2014 - 1-й етап    | -    |            |
| 22-6-2014  | Манаус          | США                  | 2 – 2                   | Португалія           | ЧС 2014 - 1-й етап    | 1    |            |
| 26-6-2014  | Бразиліа        | Португалія           | 2 – 1                   | Гана                 | ЧС 2014 - 1-й етап    | -    |            |
| 7-9-2014   | Авейру          | Португалія           | 0 – 1                   | Албанія              | Відбір до ЧЄ 2016     | -    | кап. 69'   |
| 11-10-2014 | Сен-Дені        | Франція              | 2 – 1                   | Португалія           | товариський матч      | -    | 68'        |
| 14-10-2014 | Копенгаген      | Данія                | 0 – 1                   | Португалія           | Відбір до ЧЄ 2016     | -    | 68'        |
| 14-11-2014 | Фару            | Португалія           | 1 – 0                   | Вірменія             | Відбір до ЧЄ 2016     | -    | 88'        |
| 18-11-2014 | Манчестер       | Аргентина            | 0 – 1                   | Португалія           | товариський матч      | -    |            |
| 29-3-2015  | Лісабон         | Португалія           | 2 – 1                   | Сербія               | Відбір до ЧЄ 2016     | -    |            |
| 13-6-2015  | Єреван          | Вірменія             | 2 – 3                   | Португалія           | Відбір до ЧЄ 2016     | -    |            |
| 16-6-2015  | Женева          | Італія               | 0 – 1                   | Португалія           | товариський матч      | -    | 76'        |
| 4-9-2015   | Лісабон         | Португалія           | 0 – 1                   | Франція              | товариський матч      | -    |            |
| 7-9-2015   | Ельбасан        | Албанія              | 0 – 1                   | Португалія           | Відбір до ЧЄ 2016     | -    | 82'        |
| 8-10-2015  | Брага           | Португалія           | 1 – 0                   | Данія                | Відбір до ЧЄ 2016     | -    | 82'        |
| 11-10-2015 | Белград         | Сербія               | 1 – 2                   | Португалія           | Відбір до ЧЄ 2016     | 1    | кап. 44'   |
| 14-11-2015 | Краснодар       | Росія                | 1 – 0                   | Португалія           | товариський матч      | -    | кап.       |
| 17-11-2015 | Люксембург      | Люксембург           | 0 – 2                   | Португалія           | товариський матч      | 1    | 62'        |
| 25-3-2016  | Лейрія          | Португалія           | 0 – 1                   | Болгарія             | товариський матч      | -    | 82'        |
| 29-3-2016  | Лейрія          | Португалія           | 2 – 1                   | Бельгія              | товариський матч      | 1    | 61'        |
| 2-6-2016   | Лондон          | Англія               | 1 – 0                   | Португалія           | товариський матч      | -    | кап. 61'   |
| 8-6-2016   | Лісабон         | Португалія           | 7 – 0                   | Естонія              | товариський матч      | -    | 46'        |
| 14-6-2016  | Сент-Етьєн      | Португалія           | 1 – 1                   | Ісландія             | ЧЄ 2016 - 1-й етап    | 1    |            |
| 18-6-2016  | Париж           | Португалія           | 0 – 0                   | Австрія              | ЧЄ 2016 - 1-й етап    | -    | 89'        |
| 22-6-2016  | Ліон            | Угорщина             | 3 – 3                   | Португалія           | ЧЄ 2016 - 1-й етап    | 1    | 81'        |
| 25-6-2016  | Ланс            | Хорватія             | 0 – 1                   | Португалія           | ЧЄ 2016 - 1/8 фіналу  | -    | 100-та гра |
| 30-6-2016  | Марсель         | Польща               | 1 – 1 д.ч. (3 - 5 п.п.) | Португалія           | ЧЄ 2016 - чвертьфінал | -    |            |
| 6-7-2016   | Десін-Шарп'є    | Португалія           | 2 – 0                   | Уельс                | ЧЄ 2016 - півфінал    | 1    | 86'        |
| 10-7-2016  | Сен-Дені        | Португалія           | 1 – 0 д.ч.              | Франція              | ЧЄ 2016 - Фінал       | -    | 1-й титул  |
| 1-9-2016   | Порту           | Португалія           | 5 – 0                   | Велика Британія      | товариський матч      | 2    | кап.       |
| 6-9-2016   | Базель          | Швейцарія            | 2 – 0                   | Португалія           | Відбір до ЧС 2018     | -    | кап.       |
| 13-11-2016 | Фару            | Португалія           | 4 – 1                   | Латвія               | Відбір до ЧС 2018     | -    | 65'        |
| 3-6-2017   | Ештуріл         | Португалія           | 4 – 0                   | Кіпр                 | товариський матч      | -    | кап. 60'   |
| 9-6-2017   | Рига            | Латвія               | 0 – 3                   | Португалія           | Відбір до ЧС 2018     | -    | 80'        |
| 18-6-2017  | Казань          | Португалія           | 2 – 2                   | Мексика              | Кубок Конфедерацій    | -    | 58'        |
| 24-6-2017  | Санкт-Петербург | Нова Зеландія        | 0 – 4                   | Португалія           | Кубок Конфедерацій    | 1    | 67'        |
| 28-6-2017  | Казань          | Португалія           | 0 – 0 д.ч. (0 – 3 п.п.) | Чилі                 | Кубок Конфедерацій    | -    | 76'        |
| 2-7-2017   | Москва          | Португалія           | 2 – 1                   | Мексика              | Кубок Конфедерацій    | -    | кап. 70'   |
| Усього     |                 | Матчів (3 місце)     | 112                     |                      | Голів (8 місце)       | 24   |            |

## Досягнення
- Володар Кубка Португалії (2):

«Спортінг»: 2006-07, 2014-15
- Чемпіон Англії (4):

«Манчестер Юнайтед»: 2007-08, 2008-09, 2010-11, 2012-13
- Володар Кубка Англії (1):

«Манчестер Юнайтед»: 2003-04
- Володар Кубка Футбольної ліги (2):

«Манчестер Юнайтед»: 2008-09, 2009-10
- Суперкубок Англії (4):

«Манчестер Юнайтед»: 2007, 2008, 2010, 2011
- Переможець Ліги чемпіонів УЄФА (1):

«Манчестер Юнайтед»: 2007-08
- Чемпіон світу серед клубів (1):

«Манчестер Юнайтед»: 2008
- Чемпіон Європи (1):

Португалія: 2016
- Володар Кубка португальської ліги (1):

«Спортінг»: 2019